# Крива Гільберта

Перші 8 кроків створення кривої Гільберта

Крива Гільберта (відома також як крива Гільберта, що заповнює простір) — це неперервна фрактальна крива, що заповнює простір, вперше описана німецьким математиком Давидом Гільбертом у 1891 році, як варіант кривих Пеано, що заповнюють простір, відкритих італійським математиком Джузеппе Пеано в 1890 році.
Оскільки крива заповнює площину, її розмірність Гаусдорфа дорівнює {\displaystyle 2} (її образ є одиничним квадратом, розмірність якого дорівнює 2 при будь-якому визначенні розмірності, а її граф є компактною множиною, гомеоморфною замкнутому одиничному інтервалу з розмірністю Гаусдорфа 2) .
{\displaystyle H_{n}} є {\displaystyle n}-м наближенням до граничної кривої. Евклідова довжина кривої {\displaystyle H_{n}} дорівнює {\displaystyle \textstyle 2^{n}-{1 \over 2^{n}}}, тобто росте експоненціально з {\displaystyle n}, в той же час сама крива завжди лишається в межах квадрата зі скінченною площею.

## Застосування
На основі кривої Гільберта можуть бути реалізовані вібраторні або друковані конструкції антен.
Відомі застосування кривої Гільберта для стискання баз даних. Завдяки властивості локальності крива Гільберта використовується в комп'ютерних програмах, наприклад, для візуаліазції діапазону IP-адрес, присвоєних комп'ютерам.

## Рисунки

Крива Гільберта, перший крок
Крива Гільберта, перший і другий крок
Криві Гільберта, з першого по третій кроки
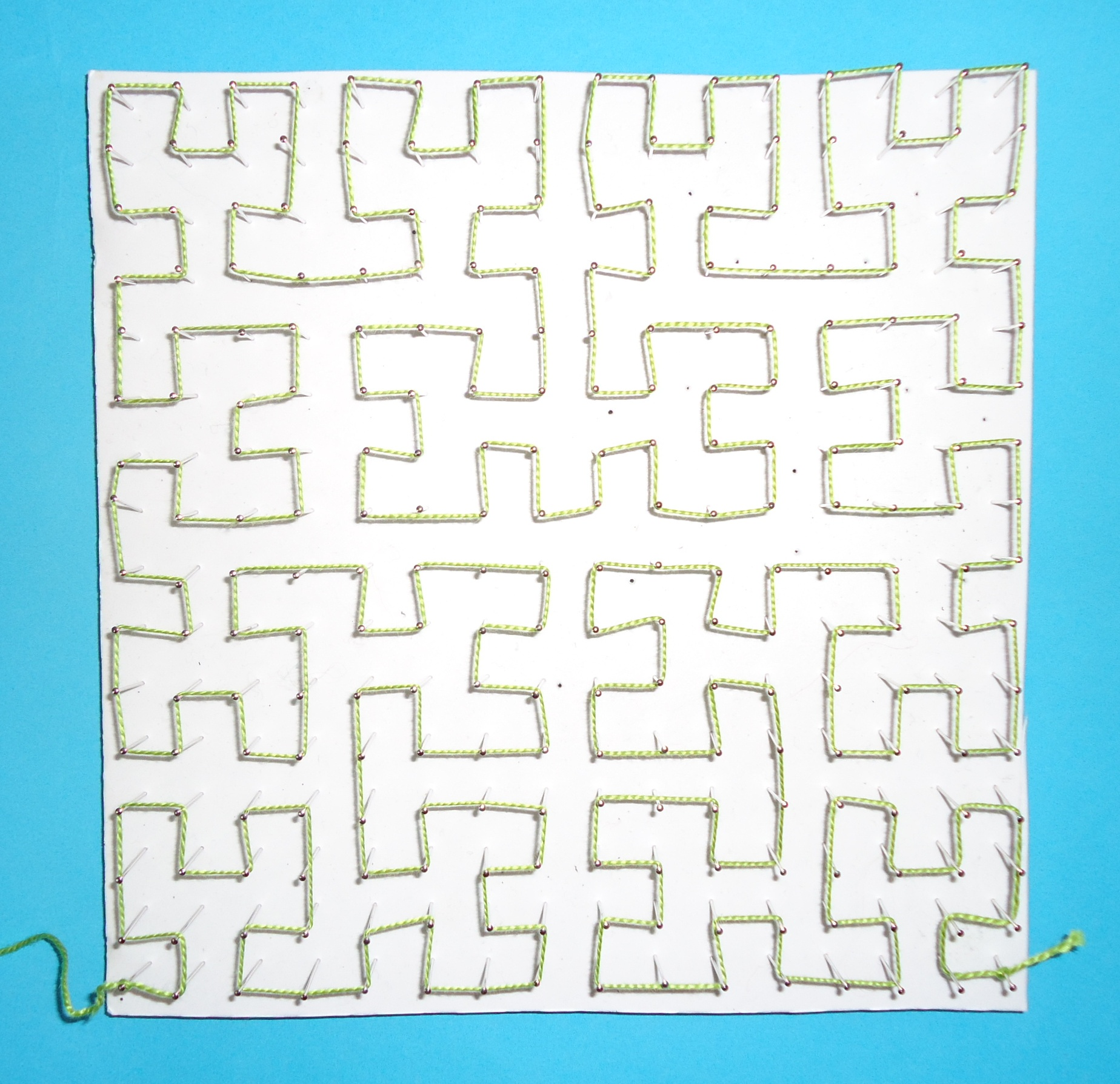
Ниткова графіка
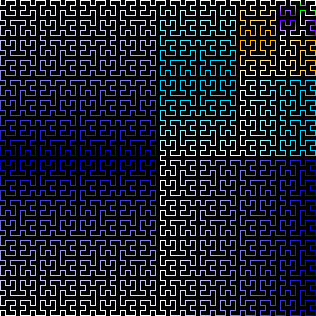
Крива Гільберта у кольорі

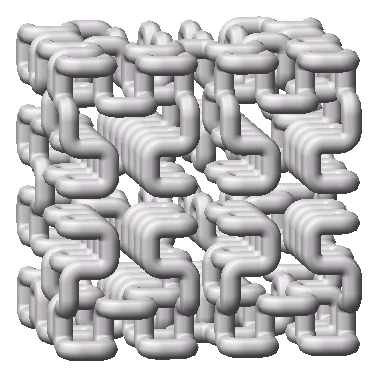
Тривимірна крива Гільберта
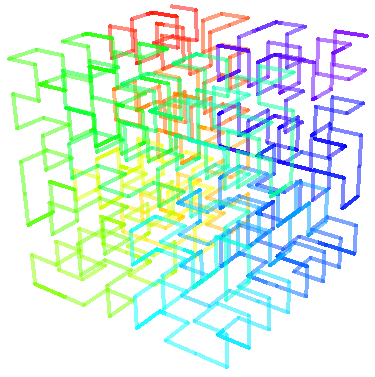
Тривимірна крива Гільберта у кольорі, що вказує послідовність
Анімаційна ілюстрація, що показує проходження кружків кривою.